# Tamotsu Takama
Tamotsu Takama (高間 完?, Takama Tamotsu; Prefettura di Hiroshima, 25 settembre 1893 – 10 gennaio 1980) è stato un ammiraglio giapponese, attivo durante la seconda guerra mondiale.
Si arruolò nella Marina imperiale giapponese nel 1913 e si specializzò in guerra silurante con unità leggere. Servì nei primi anni su torpediniere e si impratichì nella manovra e nel lancio di siluri, quindi nel corso della seconda metà degli anni venti fece esperienza in alcuni stati maggiori, ricoprì il ruolo di istruttore ed ebbe il comando di due cacciatorpediniere. Negli anni trenta, arrivato al grado di capitano di fregata, tenne in successione il comando di diverse divisioni di cacciatorpediniere e nel 1938 combatté anche sul fronte cinese in una flottiglia fluviale. Fu promosso rapidamente a capitano di vascello e alla vigilia della guerra in Estremo oriente divenne comandante della nave da battaglia Haruna. A bordo di tale unità partecipò ai primi sei mesi di scontri nel Pacifico e prese parte alla battaglia delle Midway (4-6 giugno 1942), durante la quale manovrò con perizia la corazzata. Già divenuto contrammiraglio, fu messo al comando della 4ª Squadriglia cacciatorpediniere: con questo reparto egli partecipò a quasi tutte le azioni più salienti dell'estenuante campagna di Guadalcanal, durante la quale sopravvisse alla distruzione della sua ammiraglia Yura.
Nell'estate del 1943 assunse il comando della 2ª Squadriglia cacciatorpediniere, con il quale combatté diverse azioni notturne nelle isole Salomone centro-settentrionali, sebbene spesso non fosse personalmente presente. Alla fine dell'anno fu rimpatriato e posto alla guida dell'11ª Squadriglia, rivolto più all'addestramento che ad azioni in prima linea. Questo fu l'ultimo incarico che ricoprì nella marina, poiché dopo la resa del Giappone e la promozione a viceammiraglio nel novembre 1945 si dimise. Morì nel 1980.

## Biografia

### Carriera iniziale
Tamotsu Takama nacque nella prefettura di Hiroshima nel 1893. In giovane età s'iscrisse all'Accademia navale di Etajima, studiò nella 41ª classe e per i suoi meriti fu nominato Cavaliere di IV Classe dell'Ordine del Nibbio d'oro; si diplomò il 18 luglio 1911, cinquantanovesimo su 148 allievi, e ottenuto il brevetto di aspirante guardiamarina fu imbarcato sull'incrociatore corazzato Asama, sul quale effettuò la crociera d'addestramento all'estero. Rientrato in patria, l'11 agosto 1914 fu trasferito all'incrociatore protetto Tone e qui ricevette il 1º dicembre la nomina a guardiamarina. Due anni più tardi, passato al grado di sottotenente di vascello, intraprese il Corso base alla Scuola siluristi e dopo averlo completato passò dal 1º maggio 1917 al Corso base della Scuola di artiglieria navale: il 1º dicembre prese servizio a bordo della torpediniera Oite. Il 10 settembre 1918 fu riassegnato quale assistente allo stato maggiore della 2º Flotta per compiti speciali, una formazione a carattere temporaneo: dopo il suo scioglimento fu infatti riassegnato, il 29 marzo 1919, all'equipaggio del cacciatorpediniere di scorta Momo, poi dal 5 agosto salì a bordo dell'incrociatore da battaglia Ibuki. Il 1º dicembre riprese gli studi al Corso avanzato della Scuola siluristi.

### Gli anni venti e trenta
Takama concluse il corso il 1º dicembre 1920 e fu immediatamente posto a capo di una torpediniera appartenente alla 13ª Divisione, rimasta però non identificata. Il 20 novembre 1921 fu integrato nell'equipaggio del cacciatorpediniere di scorta Tsuga e il 1º dicembre 1922 fu trasferito sul cacciatorpediniere Yukaze, ammiraglia di una divisione, con la qualifica di ufficiale addetto ai lanciasiluri. Il 10 novembre 1923 assunse il comando di una sua unità, la torpediniea Isonami, che tenne per oltre un anno; il 1º dicembre 1924 ebbe nuovamente l'incarico di ufficiale addetto all'armamento silurante, questa volta però a bordo dell'incrociatore leggero Yura: tenne il posto per due anni, affinando le sue doti. Il 1º dicembre 1926 fu promosso capitano di corvetta e assegnato allo stato maggiore della 5ª Divisione incrociatori, ma subito dopo (20 gennaio 1927) fu ridestinato al 1º Distretto navale con quartier generale a Yokosuka; anche qui rimase solo per un breve periodo e a partire dal 20 aprile lavorò come istruttore alla Scuola siluristi. Solo il 15 novembre 1929 tornò in mare dapprima come comandante del cacciatorpediniere Numakaze e poi del gemello Shiokaze. In corrispondenza di quest'ultima assegnazione (1º dicembre 1931) ricevette anche la nomina a capitano di fregata.
Il 5 agosto 1932 Takama fu investito di due ruoli contemporanei allo stato maggiore del Distretto di guardia di Ominato (un reparto con forze navali leggere per la vigilanza delle acque tra Honshū e Hokkaidō) e allo stato maggiore delle difese di Tsugaru, anch'esso situato sulla punta settentrionale di Honshū. Il 1º novembre 1934, lasciato il doppio incarico, ebbe il comando della prima formazione da guerra, ovvero la 1ª Divisione cacciatorpediniere; dopo questa fu a capo anche della 5ª Divisione cacciatorpediniere dal 15 novembre 1935 e dell'8ª Divisione cacciatorpediniere a partire dal 1º dicembre 1936, data alla quale fu altresì nominato capitano di vascello. Esattamente un anno più tardi fu destinato al 1º Distretto navale dove tenne un incarico minore, ma già il 10 febbraio 1938 riprendeva un servizio più attivo quale comandante della 41ª Divisione cacciatorpediniere. Dal 22 luglio ebbe ai suoi ordini il posamine Itsukushima, con il quale operò lungo il fiume Yangtze alle dipendenze della 13ª Squadriglia cannoniere. Rientrato in patria verso la fine dell'anno, il 15 dicembre assunse il comando dell'incrociatore leggero Naka.

### La seconda guerra mondiale

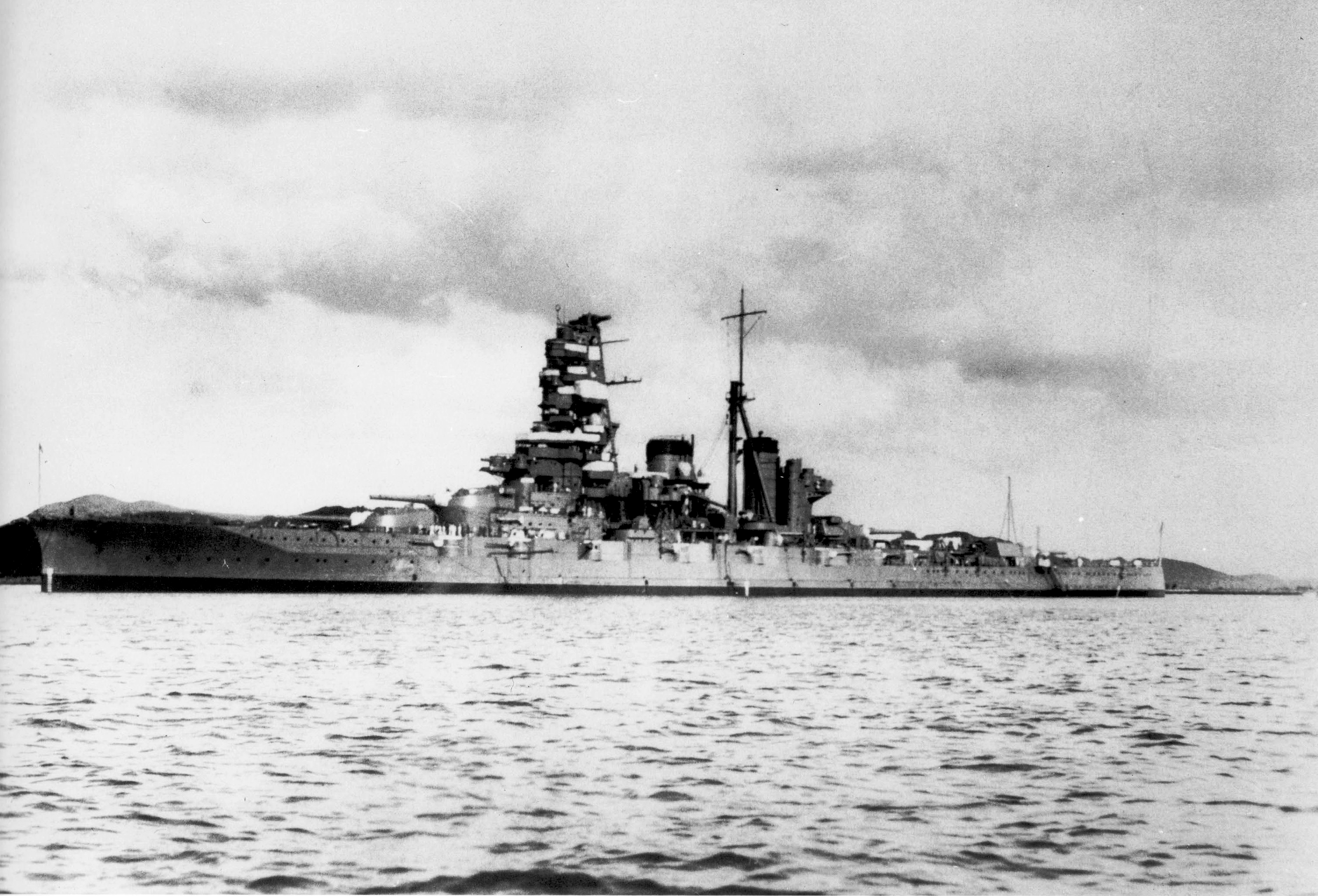
La nave da battaglia Haruna, abilmente guidata da Takama durante l'espansione giapponese

Il 15 novembre 1939 Takama lasciò il Naka per assumere il posto di capo di stato maggiore presso il Distretto di guardia di Chinkai, preposto ad assicurare la sicurezza delle coste coreane e del Mar del Giappone. Il 15 novembre 1940 gli fu affidato l'incrociatore pesante Nachi appartenente alla 5ª Divisione, con il quale operò spesso nelle acque dell'Isola di Formosa. Il 20 agosto 1941 assunse il comando dell'incrociatore da battaglia rimodernato e riclassificato come "nave da battaglia veloce" Haruna, appartenente alla 3ª Divisione corazzate della 1ª Flotta. Il 20 novembre l'Haruna e la gemella Kongo furono trasferite alla 2ª Flotta del viceammiraglio Nobutake Kondō, un ampio complesso di forze attivato per proteggere le simultanee operazioni anfibie in Malaysia, Thailandia, Borneo e Filippine. L'8 dicembre, poco prima dell'attacco di Pearl Harbor, ebbero inizio gli sbarchi nel Sud-est asiatico: il giorno seguente Takama ebbe ordine di spostarsi a sud di Capo Saint Jacques per evitare il contatto con l'incrociatore da battaglia HMS Repulse e la nave da battaglia HMS Prince of Wales, meglio corazzate e armate della Haruna; le due navi furono affondate il 10 dagli attacchi dell'11ª Flotta aerea. Una volta stabilite solide teste di ponte in Malesia, Takama coprì lo sbarco nel Golfo di Lingayen (22 dicembre) e proseguì la navigazione sino alle isole Palau assieme a una parte della 2ª Flotta e della 1ª Flotta aerea reduce da Pearl Harbor: con tali unità fornì protezione a distanza all'invasione delle Indie orientali olandesi, poi alla fine di febbraio si spostò alla baia Staring nell'appena occupata Celebes. Il 7 marzo, assieme alla Kongo e quattro cacciatorpediniere, diresse il bombardamento dell'Isola di Natale e rientrò il 9 alla baia dove sino al 25 condivise con l'equipaggio un periodo di riposo. A fine mese Takama fu aggregato alla 1ª Flotta aerea che nella prima decade di aprile condusse un improvviso raid nell'Oceano Indiano: incaricato della scorta alle portaerei, nel corso delle operazioni rifornì di nafta alcuni dei cacciatorpediniere di squadra e il 9 aprile uno dei suoi idrovolanti avvistò la portaerei HMS Hermes, rapidamente distrutta dai velivoli imbarcati. Il giorno seguente la formazione nipponica ripiegò nelle acque indonesiane; Takama fece rifornimento e il 23 aprile gettò le àncore nella baia di Hashirajima. Qui, il 1º maggio 1942, ricevette la promozione a contrammiraglio e mantenne il comando della Haruna. Nel corso del mese fu riassegnato con la Kirishima alla 1ª Flotta aerea, punta di diamante della complessa offensiva aeronavale ideata dall'ammiraglio Isoroku Yamamoto per occupare l'atollo di Midway e annientare le ultime portaerei statunitensi: in questa occasione Takama (più anziano in grado rispetto al comandante della Kirishima, il capitano di vascello Sanji Iwabuchi) ebbe il comando delle due corazzate, formanti la seconda sezione della 3ª Divisione, cui appartenevano organicamente. Il 4 giugno ebbe inizio lo scontro: Takama rimase sempre vicino alle quattro portaerei del viceammiraglio Chūichi Nagumo, contribuendo agli sbarramenti contraerei; manovrò inoltre con abilità la Haruna, evitando cinque-sei bombe sganciate da un gruppo di bombardieri in picchiata Vought SB2U Vindicator. La Haruna fu bersaglio di altri tre attacchi, nessuno dei quali colse risultati, mentre le portaerei furono tutte incendiate entro la fine della giornata e colate a picco il 5 giugno. Takama cercò di prestare assistenza alle unità colpite, poi il 6 giugno ripiegò con il resto delle forze nipponiche.

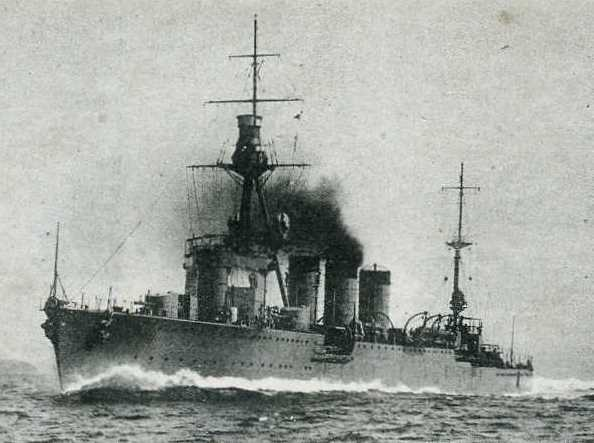
L'incrociatore leggero Yura, ammiraglia di Takama nella prima parte della campagna di Guadalcanal

Una volta tornato in Giappone, Takama fu nominato comandante della 4ª Squadriglia cacciatorpediniere (20 giugno) e alzò le sue insegne sull'incrociatore leggero conduttore Yura. Posto alle dipendenze della 2ª Flotta, in agosto la seguì nel trasferimento alla base aeronavale di Truk, motivato dall'inaspettato sbarco statunitense su Guadalcanal. Fu presente all'inconcludente battaglia delle Salomone Orientali, cui partecipò marginalmente con lo Yura, la 9ª Divisione cacciatorpediniere (Asagumo, Minegumo, Natsugumo) e la 15ª Divisione cacciatorpediniere (Kuroshio, Hayashio, Oyashio). Nei mesi seguenti Takama operò tra Rabaul, l'isola di Bougainville e le isole Shortland in appoggio alle operazioni di trasporto per Guadalcanal; il 14 ottobre effettuò con lo Yura e una parte dei suoi cacciatorpediniere, in compagnia di altre unità, uno sbarco massiccio di uomini, cannoni e vettogliamenti sull'isola. Ripeté la missione il 17 insieme agli incrociatori leggeri Sendai e Tatsuta, quindi rientrò alle Shortland. Il 25 ottobre, nel corso della grande offensiva terrestre sull'isola, la Flotta combinata avviò grandi manovre per attirare in battaglia la flotta statunitense, a corto di portaerei; nel quadro di questa offensiva, Takama ebbe il compito di bombardare con la sua squadriglia l'aeroporto di Guadalcanal e appoggiare l'avanzata finale delle truppe. Salpò dalle Shortland con lo Yura, il cacciatorpediniere Akizuki, la 2ª Divisione (Yudachi, Samidare, Murasame, Harusame) e il Kagero e lo Oyashio, ma durante la navigazione la formazione fu attaccata da bombardieri in picchiata che incendiarono lo Yura, danneggiando gravemente le macchine: Takama fu costretto ad abbandonarlo e farlo affondare.
All'inizio di novembre l'esercito e la marina nipponici organizzarono un convoglio per recare rinforzi massicci a Guadalcanal; per consentire uno sbarco incontrastato, l'ammiraglio Yamamoto inviò la 2ª Flotta per bombardarlo nella notte tra il 12 e il 13 novembre con le corazzate Hiei e Kirishima. Le due unità si misero in rotta con la scorta della 10ª Squadriglia del contrammiraglio Susumu Kimura e della 4ª Squadriglia di Takama, che issava le sue insegne sul cacciatorpediniere Asagumo visto che non era giunto il rimpiazzo per lo Yura; egli inoltre poteva contare solo sulla 2ª Divisione cacciatorpediniere. Nel corso di una feroce battaglia notturna, Takama si trovò in avanguardia con il suo squadrone dimezzato (esito di una serie di manovre convulse) e la natura estremamente confusa dello scontro gli impedì di esercitare una reale azione di comando; le sue unità agirono comunque con determinazione e inflissero gravi danni agli incrociatori e ai cacciatorpediniere statunitensi. Poco dopo le 03:00 del 13 novembre Takama, sullo Asagumo, si affiancò allo Yudachi in fiamme e immobile e ne ordinò di persona l'abbandono, essendo troppo rischioso prenderlo a rimorchio a causa dell'aviazione americana dell'isola. Takama si portò dunque al largo dell'atollo di Ontong Java, dove il viceammiraglio Kondō riunì tutte le navi ancora abili al combattimento: partecipò così, con i soli Asagumo e Samidare, a una seconda battaglia notturna tra il 14 e il 15 novembre. Operando assieme ai cacciatorpediniere Ayanami, Shikinami, Uranami della 3ª Squadriglia, fece saltare in aria o mise fuori causa gli unici quattro cacciatorpediniere statunitensi presenti, ma non fu capace di raggiungere e colpire le navi da battaglia USS South Dakota e USS Washington. Dopo il fallimento ultimo dell'operazione, Takama ripiegò a Truk e compì un paio di missioni di scorta a portaerei tra il dicembre 1942 e il gennaio 1943. All'inizio di febbraio, con la 4ª Squadriglia in parte ricostituita, coprì l'evacuazione delle forze giapponesi da Guadalcanal.

### Ultimi anni, ritiro e morte
Nella prima metà del 1943 Takama fu coinvolto nelle operazioni navali avvenute nelle Salomone centrali. Nella notte del 6 marzo perse i cacciatorpediniere Murasame e Minegumo, impegnati a scaricare uomini e materiali a Kolombangara, sotto il tiro diretto dal radar di un forte gruppo statunitense. Il 20 luglio ricevette il comando della 2ª Squadriglia cacciatorpediniere al posto del contrammiraglio Shunji Isaki, rimasto ucciso nella battaglia di Kolombangara: il reparto fu impiegato in maniera disorganica e Takama dovette registrare la perdita del Kawakaze nella battaglia del Golfo di Vella (6-7 agosto). Sue unità parteciparono poi alla battaglia di Horaniu e alla battaglia navale di Vella Lavella; nel primo caso il combattimento fu condotto con scarso mordente da entrambe le parti, nel secondo invece sei cacciatorpediniere giapponesi riuscirono a prevalere sugli avversari con perdite contenute. Nel corso del 6 novembre Takama salpò da Rabaul e coprì, in collaborazione con il contrammiraglio Morikazu Ōsugi, il controsbarco nipponico a Bougainville, sulla quale forze statunitensi erano sbarcate il 1º; a bordo dell'ammiraglia Noshiro e con i cacciatorpediniere Hayanami e Naganami, avrebbe dovuto respingere eventuali azioni di superficie americane, ma non fu avvistata alcuna nave nemica e, quindi rientrò alla base la notte stessa.
Il 15 dicembre 1943 Takama, che era stato rimpatriato, fu trasferito alla testa dell'11ª Squadriglia cacciatorpediniere, un reparto rivolto prevalentemente all'addestramento di naviglio di scorta, e prese posto sull'ammiraglia Tatsuta. Ricoprì questo comando per il resto del conflitto, servendo nelle retrovie e sopravvivendo all'affondamento dell'incrociatore. Il 1º luglio 1945 fu messo a disposizione dello stato maggiore generale, ma non ebbe altri compiti e il 1º novembre, due mesi dopo la fine ufficiale delle ostilità, fu promosso viceammiraglio: il 10 lasciò comunque la decimata marina imperiale e si ritirò a vita privata. Morì all'età di 86 anni, il 10 gennaio 1980.

## Onorificenze
Dati tratti da: